# Мелверн (Канзас)
Мелверн (англ. Melvern) — місто (англ. city) в США, в окрузі Осейдж штату Канзас. Населення — 356 осіб (2020).

## Географія
Мелверн розташований за координатами 38°30′27″ пн. ш. 95°38′16″ зх. д. / 38.50750° пн. ш. 95.63778° зх. д. (38.507419, -95.637713).  За даними Бюро перепису населення США в 2010 році місто мало площу 0,90 км², уся площа — суходіл.

## Демографія
Згідно з переписом 2010 року, у місті мешкало 385 осіб у 159 домогосподарствах у складі 109 родин. Густота населення становила 426 осіб/км².  Було 184 помешкання (204/км²).
Расовий склад населення:
| - 96,6 % — білих - 0,8 % — азіатів - 0,3 % — чорних або афроамериканців |

До двох чи більше рас належало 2,1 %. Частка іспаномовних становила 2,3 % від усіх жителів.
За віковим діапазоном населення розподілялося таким чином: 24,7 % — особи молодші 18 років, 56,1 % — особи у віці 18—64 років, 19,2 % — особи у віці 65 років та старші. Медіана віку мешканця становила 40,8 року. На 100 осіб жіночої статі у місті припадало 94,4 чоловіків;  на 100 жінок у віці від 18 років та старших — 97,3 чоловіків також старших 18 років.
Середній дохід на одне домашнє господарство  становив 46 468 доларів США (медіана — 38 125), а середній дохід на одну сім'ю — 50 244 долари (медіана — 43 594). Медіана доходів становила 31 354 долари для чоловіків та 22 386 доларів для жінок. За межею бідності перебувало 19,2 % осіб, у тому числі 24,1 % дітей у віці до 18 років та 10,2 % осіб у віці 65 років та старших.
Цивільне працевлаштоване населення становило 209 осіб. Основні галузі зайнятості: освіта, охорона здоров'я та соціальна допомога — 28,7 %, будівництво — 15,8 %, роздрібна торгівля — 9,6 %, мистецтво, розваги та відпочинок — 9,6 %.